# Droga I/18A (Słowacja)
Droga krajowa nr 18A (słow. cesta I. triedy 18A, I/18A) – droga krajowa I kategorii na Słowacji znajdująca się całkowicie w Żylinie. Jej długość wynosi 2,85 km. Stanowi ona północno-wschodnią obwodnicę miasta i łączy drogi krajowe 11 i 18. Ma wspólny bieg z trasą europejską E50.